# Scelioninae
Die Scelioninae sind eine Unterfamilie in der Hautflüglerfamilie Scelionidae. Das Taxon geht auf den irischen Entomologen Alexander Haliday im Jahr 1839 zurück.

## Merkmale
Masner (1976) gibt eine Beschreibung der Merkmale. Die Unterfamilie umfasst eine sehr diverse Gruppe der Scelionidae und ist vermutlich die älteste.

## Lebensweise
Die Scelioninae sind Eiparasitoide von Webspinnen (Araneae) sowie von den Insektenordnungen der Tarsenspinner (Embioptera), Schnabelkerfe (Hemiptera), Fangschrecken (Mantodea) und Heuschrecken (Orthoptera).

## Verbreitung
Die Scelioninae sind fast weltweit verbreitet.

## Systematik
Die Unterfamilie Scelioninae umfasst etwa 140 rezente sowie etwa 30 fossile Gattungen. In der jüngeren Vergangenheit wurden mehrere Gattungen in neu eingeführte Familien ausgegliedert. Die Scelioninae werden von manchen Autoren in folgende Tribus gegliedert: Baeini, Baryconini, Gryonini, Scelionini und Thoronini. Die meisten Gattungen sind dabei jedoch ohne Tribuszuordnung.
Eine Auswahl von Gattungen:
- Aneuroscelio Kieffer, 1913 – Neotropis
- Baeus Haliday, 1833 – kosmopolitisch
- Baryconus Foerster, 1856 – kosmopolitisch
- Calliscelio Ashmead, 1893 – kosmopolitisch
- Calotelea Westwood, 1837 – kosmopolitisch
- Ceratobaeus Asmead, 1893 – kosmopolitisch
- Chromoteleia Ashmead, 1893 – Afrotropis, Neotropis
- Dichoteleas Kieffer, 1907 – Afrotropis, Australien
- Duta Nixon, 1933 – kosmopolitisch
- Dyscritobaeus Perkins, 1910 – kosmopolitisch
- Exon Masner, 1980 – Nearktis
- Gryon Haliday, 1833 – kosmopolitisch
- Habroteleia Kieffer, 1905 – Australien, Orientalis
- Hadronotus Faust, 1886 – Nearktis
- Idris Foerster, 1856 – kosmopolitisch
- Macroteleia Westwood, 1835 – kosmopolitisch
- Mantibaria Kirby, 1900 – Afrotropis, Westpaläarktis
- Mirobaeus Dodd, 1914 – Australien
- Odontacolus Kieffer, 1910 – Afrotropis, Australien, Neotropis, Orientalis
- Oethecoctonus Ashmead, 1893 – Nearktis, Neotropis, Orientalis
- Palaeogryon Masner, 1969 – Nearktis, Neotropis
- Platyscelio Kieffer, 1905 – Afrotropis, Australien, Neotropis, Orientalis
- Probaryconus Kieffer, 1908 – kosmopolitisch
- Scelio Latreille, 1805 – kosmopolitisch
- Trichoteleia Kieffer, 1910 – Afrotropis
- Triteleia Kieffer, 1906 – kosmopolitisch
- Tyrannoscelio Masner, Johnson & Arias-Penna, 2007 – Neotropis